# Xã Angora, Quận St. Louis, Minnesota
Xã Angora (tiếng Anh: Angora Township) là một xã thuộc quận St. Louis, tiểu bang Minnesota, Hoa Kỳ. Năm 2010, dân số của xã này là 249 người.